# Gomelski Cup 2020
De Gomelski Cup 2020 was een basketbaltoernooi in Europa dat in Moskou op 17 september 2020 en 18 september 2020 werd gehouden. Vier topteams uit de EuroLeague Men zouden deelnemen aan dit toernooi: CSKA Moskou, Lokomotiv-Koeban Krasnodar, Panathinaikos en Rode Ster Belgrado. Door het Coronapandemie werden deze teams vervangen door Russische teams. CSKA Moskou, Parma Perm, CSKA Moskou 2 en MBA Moskou. CSKA won het goud.
|  | halve finale (17 september) | halve finale (17 september) |    |               | finale (18 september) | finale (18 september) |
|  |                             |                             |    |               |                       |                       |
|  |                             |                             |    |               |                       |                       |
|  | Parma Perm                  | 87                          |    |               |                       |                       |
|  | CSKA Moskou 2               | 75                          |    |               |                       |                       |
|  |                             |                             |    |               |                       |                       |
|  |                             |                             |    |               |                       |                       |
|  |                             |                             |    |               | Parma Perm            | 51                    |
|  |                             | CSKA Moskou                 | 91 |               |                       |                       |
|  |                             |                             |    |               |                       |                       |
|  |                             |                             |    |               | Derde plaats          |                       |
|  |                             |                             |    |               |                       |                       |
|  | CSKA Moskou                 | 106                         |    | CSKA Moskou 2 | 83                    |                       |
|  | MBA Moskou                  | 59                          |    |               | MBA Moskou            | 71                    |

## Eindklassering
| #      | Land          |
| ------ | ------------- |
| Goud   | CSKA Moskou   |
| Zilver | Parma Perm    |
| Brons  | CSKA Moskou 2 |
| 4      | MBA Moskou    |

2008 · 2009 · 2010 · 2011 · 2012 · 2013 · 2014 · 2015 · 2016 · 2017 · 2018 · 2019 · 2020